# ありがとう〜こころのバラ〜
ありがとう〜こころのバラ〜は、日本の歌。作詞：Kana・作曲：マイク眞木。2006年8月から、NHKの歌番組「みんなのうた」で放送。

## 概要
作詞は、マイク眞木の妻であるKana。歌はマイク眞木本人が担当。アニメーションは「天下無敵のゴーヤーマン☆」ほか作成の木下洋子。歌詞では、いつもなかなかいえない「ありがとう」の気持ちを表現。Kanaによれば夫であるマイク眞木に一番言って欲しい言葉とのこと。
マイク眞木は2006年8月に、スタジオパークからこんにちはで、「ありがとう〜こころのバラ〜」「バラが咲いた」を歌った。過去にみんなのうたで1966年に「バラが咲いた」「からすと柿のたね」を歌っている。
これまでに再放送されることはなかったが、2011年4月23日放送の『みんなのうた・スペシャル 2000's セレクション』で放送された。